# Durvilledoris
Durvilledoris is een geslacht dat behoort tot de familie van de Chromodorididae. Het geslacht bestaat uit 5 beschreven soorten.

## Soorten
- Durvilledoris albofimbria
- Durvilledoris circumflavus
- Durvilledoris lemniscata
- Durvilledoris pusilla
- Durvilledoris similaris